# Llanera de Ranes
Llanera de Ranes – gmina w Hiszpanii, w prowincji Walencja, we wspólnocie autonomicznej Walencja, o powierzchni 9,27 km². W 2011 roku liczyła 1143 mieszkańców.